# Frau des Jahres
Die Auszeichnung Frau des Jahres wurde in Deutschland alljährlich vom Deutschen Staatsbürgerinnen-Verband verliehen.
Die Preisträgerinnen waren:
| Jahr | Name                   |
| ---- | ---------------------- |
| 1982 | Marie Schlei           |
| 1983 | Barbara John           |
| 1984 | Erika Deringer         |
| 1985 | Eva Rühmkorf           |
| 1986 | Lieselotte Berger      |
| 1987 | Rita Süssmuth          |
| 1988 | Irmgard Schwaetzer     |
| 1989 | Brigitte von Linden    |
| 1990 | Ruth Oges              |
| 1991 | Regine Hildebrandt     |
| 1992 | Elsbeth Lay            |
| 1993 | Maria von Welser       |
| 1994 | Marianne Buggenhagen   |
| 1995 | Hanna-Renate Laurien   |
| 1996 | Gertrud Höhler         |
| 1997 | Alice Schwarzer        |
| 1998 | Inge Deutschkron       |
| 1999 | Dagmar Schipanski      |
| 2000 | Margarete Dörr         |
| 2001 | Monika Hauser          |
| 2002 | Jutta Limbach          |
| 2003 | Hildegard Hamm-Brücher |
| 2004 | Wera Röttgering        |
| 2005 | Seyran Ateş            |
| 2006 | Tina Theune-Meyer      |
| 2007 | Angelika Schrobsdorff  |
| 2009 | Helga Niebusch-Gerich  |